# Attica (Ohio)
Attica és una població dels Estats Units a l'estat d'Ohio. Segons el cens del 2000 tenia 955 habitants.

## Demografia
Segons el cens del 2000, Attica tenia 955 habitants, 393 habitatges, i 277 famílies. La densitat de població era de 682,8 habitants per km².
Dels 393 habitatges en un 29,3% hi vivien nens de menys de 18 anys, en un 57,8% hi vivien parelles casades, en un 10,2% dones solteres, i en un 29,5% no eren unitats familiars. En el 25,4% dels habitatges hi vivien persones soles el 10,9% de les quals corresponia a persones de 65 anys o més que vivien soles. El nombre mitjà de persones vivint en cada habitatge era de 2,43 i el nombre mitjà de persones que vivien en cada família era de 2,91.
Per edats la població es repartia de la següent manera: un 23,8% tenia menys de 18 anys, un 9,1% entre 18 i 24, un 27% entre 25 i 44, un 23,8% de 45 a 60 i un 16,3% 65 anys o més.
L'edat mediana era de 38 anys. Per cada 100 dones de 18 o més anys hi havia 91,6 homes.
La renda mediana per habitatge era de 38.529 $ i la renda mediana per família de 44.408 $. Els homes tenien una renda mediana de 37.833 $ mentre que les dones 22.969 $. La renda per capita de la població era de 17.942 $. Aproximadament el 8,6% de les famílies i el 9,8% de la població estaven per davall del llindar de pobresa.

## Poblacions més properes
El següent diagrama mostra les poblacions més properes.